# Brisa Jara
Brisa Anabel Jara (Córdoba, provincia de Córdoba, Argentina, 14 de agosto de 2007) es una futbolista argentina. Juega como mediocampista o delantera en Talleres de la Primera División y en la Selección de fútbol sub-17 de Argentina.

## Trayectoria
Jara comenzó a jugar en Talleres a los 10 años. Desde esa edad, entrenaba con la primera división del club, que competía en la Liga Cordobesa de Fútbol. Debutó a los 14 años en un partido de LCF contra San Lorenzo. Jugaba como delantera extremo y con el tiempo comenzó a desempeñarse también como delantera centro y volante.
En 2022, Talleres comenzó a disputar los campeonatos nacionales y Jara fue una de las figuras destacadas del equipo, marcando su primer gol en AFA con tan solo 14 años ante Nueva Chicago. Ese año consiguió el ascenso a Primera B y con tan solo 15 años fue convocada a la Selección Argentina sub-17. En 2024, Las Matadoras fueron campeonas invictas y lograron llegar a Primera División, en un torneo en el que Jara se afianzó entre las titulares y se encontró entre las goleadoras del equipo.
Para 2025 y con solamente 17 años, firmó su primer contrato profesional, siendo parte del conjunto de 16 futbolistas que se vincularon formalmente al club por primera vez en la historia y convirtiéndose en la jugadora más joven de ese grupo en hacerlo y la primera proveniente de la Escuelita del Club. En ese torneo, marcó cuatro goles en dos partidos para darle los dos primeros triunfos a Talleres en la Primera A: anotó dos en el 5-2 ante River Plate y seguidamente marcó otro doblete ante San Lorenzo. Finalizó el Apertura como la goleadora del club, junto con su compañera Azul Ludueña. Además, fue la máxima asistidora del torneo.

## Selección nacional
Desde sus 15 años jugó en la Selección Argentina sub-17, jugando como titular en numerosas ocasiones. En 2024, disputó el Campeonato Sudamericano Femenino Sub-17 de 2024.

## Clubes
| Club     | País      | Año           |
| -------- | --------- | ------------- |
| Talleres | Argentina | 2018-presente |